# Hiếu Tiết Liệt Hoàng hậu
Hiếu Tiết Liệt hoàng hậu (chữ Hán: 孝節烈皇后; 10 tháng 5 năm 1611 - 24 tháng 4 năm 1644), là Hoàng hậu của Minh Tư Tông Sùng Trinh Đế, vị hoàng đế cuối cùng của triều đại nhà Minh trong lịch sử Trung Quốc. Bà là vị Hoàng hậu chính thống cuối cùng của nhà Minh.
Thời Thanh, bà được biết đến với thụy hiệu Hiếu Kính Đoan hoàng hậu (孝敬端皇后), sau lại sửa thành Trang Liệt Mẫn hoàng hậu (荘烈愍皇后).

## Tiểu sử
Hoàng hậu họ Chu (周氏; khác với họ Chu 朱 của hoàng tộc nhà Minh), sinh ngày 29 tháng 3 (âm lịch) năm Vạn Lịch thứ 39 triều Minh Thần Tông, nguyên quán tại Tô Châu, sau đó gia đình chuyển đến phủ Thuận Thiên, Đại Hưng, Bắc Kinh. Gia cảnh thanh bần, mẹ họ Đinh, cha Chu Khuê (周奎) hành nghề y kiếm sống.
Khi còn ấu thơ, Chu thị đã có nhan sắc nổi bật và tính cách nhu thuận, rất được gia nhân yêu mến, được coi là "Chưởng thượng minh chủ". Một lần, văn sĩ Trần Nhân Thích (陈仁锡) diện kiến, đã vô cùng ngạc nhiên bởi sắc đẹp của bà, đã nói với cha bà:"Quân nữ thiên hạ quý nhân". Trần Nhân Thích bèn dạy bà Tư trị thông giám và Kinh thư chi sử, sau đó bà tinh thông sách vở lễ nghĩa, hiểu biết văn chương.

## Nhập cung

### Tín vương phi
Giữa những năm niên hiệu Thiên Khải (1621 - 1627), Chu thị dựa vào tư sắc mỹ miều nhập cung, dung mạo đoan trang mỹ lệ, cơ phú khiết bạch tựa bích (da trắng như ngọc). Sùng Trinh cơ từ chép lại:"Hoàng hậu nhan như ngọc, bất sự đồ trạch".
Lịch sử chép lại, triều đình đang lúc tuyển phi cho hoàng đệ Tín vương Chu Do Kiểm, Trương hoàng hậu cho rằng Chu thị không thích hợp, vì nhỏ tuổi nhất, vóc dáng gầy gò, tuy nhiên Lưu Chiêu phi khước từ 3 vị mỹ nữ ứng tuyển, ưng ý Chu thị, đến tâu với Trương hoàng hậu:"Chu thị hiện tại tuy gầy yếu, chắc chắn tương lai sẽ phát triển". Vì vậy mà Chu thị được chọn, trở thành Vương phi đầu tiên tại Tín vương phủ của Tín vương.
Năm Thiên Khải thứ 7 (1627), Minh Hy Tông Thiên Khải Đế băng hà, Tín vương Chu Do Kiểm kế vị, tức Minh Tư Tông Sùng Trinh Đế. Vương phi Chu thị sách lập Hoàng hậu, khi đó bà mới 16 tuổi. Cha bà được phong Gia Định hầu (嘉定侯).

### Đại Minh Hoàng hậu
Chu hoàng hậu có nhan sắc nên Sùng Trinh Đế có cảm tình tốt với bà. Hoàng hậu sinh tổng cộng 3 Hoàng tử và một Hoàng nữ. 
Theo ghi chép cụ thể, ngày 26 tháng 2 năm Sùng Trinh thứ 2 (1629), Chu Hoàng hậu sinh hạ Hoàng trưởng tử Chu Tử Lãng (朱慈烺). Vì là Đích trưởng tử nên năm 1630, Chu Tử Lãng được Sùng Trinh Đế phong làm Hoàng thái tử.
Ngày 15 tháng 1 năm 1630, bà sinh Hoàng nhị tử Chu Tử Huyễn (朱慈烜), tuy nhiên Hoàng tử vừa sinh đã chết yểu, truy phong Hoài Ẩn vương (懷隱王). Năm Sùng Trinh thứ 5 (1632), bà sinh Hoàng tam tử Chu Tử Quýnh (朱慈炯). Về sau, Chu Tử Quýnh và người anh trai Chu Tử Lãng được ghi nhận chết dưới thời Đại Thuận.
Về sau, bà hạ sinh thêm một Hoàng nữ là Khôn Nghi Công chúa (坤仪公主), không rõ năm sinh năm mất. Rất có thể Công chúa bị Sùng Trinh Đế giết cùng hai người chị em là Trường Bình Công chúa và Chiêu Nhân Công Chúa khi phiến quân của Lý Tự Thành tiếp cận kinh thành.

### Mâu thuẫn sủng phi
Bên cạnh Chu hoàng hậu, Sùng Trinh Đế còn sủng ái Điền Quý phi và Viên Quý phi. Viên Quý phi cư xử với Hoàng hậu cung kính nhún nhường, đối đãi nội ngoại vô cùng cẩn thận khép nép, vì vậy rất được lòng Hoàng hậu. Ngược lại, Điền Quý phi cầm kỳ thi hoạ, tài nghệ hơn người, được Sùng Trinh Đế vạn phần sủng ái nên có phần không chịu luồn cúi trước hoàng hậu. 
Sử sách ghi lại Hoàng hậu sinh 4 người con cho Sùng Trinh Đế, con số này bằng với Điền Quý phi, được xem là nhiều nhất so với toàn hậu cung Sùng Trinh Đế. Tuy nhiên, sau khi Điền Quý phi sinh con đầu lòng thì lại liên tiếp sinh thêm 3 người con, trong khi Hoàng hậu không được ghi nhận hoài thai thêm lần nào nữa. Có thể đoán được Sùng Trinh Đế khi này sủng ái Điền Quý phi và có phần xa cách Hoàng hậu.
Vì không hoà hợp với Điền Quý phi, Chu hoàng hậu thường xuyên mượn phép tắc trong cung làm mất mặt Điền thị. Cụ thể, tháng giêng năm Sùng Trinh thứ 13 (1640), nhân dịp tết Nguyên đán, theo lệ tần phi phải đến Giao Thái điện (交泰殿) bái kiến Hoàng hậu. Điền Quý phi tuân thủ phép tắc, đến trước điện thỉnh an. Chu hoàng hậu biết Điền thị bái kiến nhưng cố tình không truyền. Khi đó đang là mùa đông, gió trời rất rét, Chu hậu tuy có thể bãi miễn triều hạ, nhưng vẫn để mặc Điền phi ở ngoài. Một lúc sau, Viên Quý phi đến, vừa thông báo đã được Chu hoàng hậu truyền vào yết bái, vui vẻ thăm hỏi. Sau khi Viên thị cáo lui, Điền thị mới được truyền vào trong điện. Điền thị tỏ thái độ không vui, liền bị Chu hậu nhắc nhở "không được hỗn xược". Cảm thấy nhục nhã, Điền thị chạy về Thừa Càn cung (承乾宮), gặp Hoàng thượng thì khóc lóc ỉ ôi. Sùng Trinh Đế không rõ sự tình, thấy nước mắt ái phi thì nổi cơn thịnh nộ, chạy đến Giao Thái điện tranh cãi với Hoàng hậu, thậm chí xảy ra ẩu đả. Chu hậu ấm ức tuyệt thực nhiều ngày, Sùng Trinh ân hận chạy sang thăm hỏi. Hai người từ đó giảng hoà.
Cùng năm đó, chuyển sang mùa xuân, Hoàng hậu cùng Sùng Trinh Đế ngắm hoa tại Vĩnh Hòa cung (永和宮), trông thấy Thừa Càn cung vốn là nơi ở của Điền thị. Chu hậu hỏi Hoàng đế dạo này không triệu kiến nàng ta. Hoàng đế im lặng không đáp, Hoàng hậu liền giãi bày cớ sự hôm trước, cốt là để đàn áp ngạo khí của Điền thị, cũng là vì tốt cho hậu cung, nhưng rốt cuộc Hoàng đế vẫn làm ngơ. Chu hậu bèn sai cung nữ đưa kiệu đến thăm Điền thị. Sau khi gặp, cả hai lại hàn huyên như chưa từng xảy ra cớ sự. Sùng Trinh Đế vì thế càng bội phục Hoàng hậu.
Năm 1642, cha của Điền Quý phi là Điền Hoằng Ngộ bị kết tội vô pháp vô thiên. Điền Quý phi chạy đến xin tha, Sùng Trinh Đế nổi giận và ra chỉ giam Điền thị ở Khải Tường cung (啟祥宮) sám lỗi, không cho thị tẩm. Chu hoàng hậu nhân cơ hội xin Hoàng đế khoan dung độ lượng. Sau 3 tháng, Sùng Trinh Đế liền bãi lệnh cấm túc Điền Quý phi.

### Sự kiện đáng nhớ
Mâu thuẫn giữa Hoàng hậu và Điền quý phi từng được biết đến qua sự kiện của Trần Viên Viên. Sử sách ghi lại, Trần Viên Viên là một kỹ nữ nổi tiếng thời Minh mạt, Thanh sơ. Khi ấy, Sùng Trinh Đế đang sủng ái Điền Quý phi, khiến Chu hoàng hậu ghen tức. Biết chuyện, cha của Chu hoàng hậu là Chu Khuê muốn tìm mỹ nhân dâng lên Hoàng đế giải tỏa ưu tư, truyền Điền Hoằng Ngộ tìm mỹ nữ Giang Nam. Điền Hoằng Ngộ đem các danh kỹ gồm có Trần Viên Viên, Dương Uyển (楊宛), Cố Tần (顧秦) dâng lên cho vua Sùng Trinh. Tuy nhiên, Trần Viên Viên hầu hạ Sùng Trinh Đế được 3 ngày thì bị Chu hoàng hậu đuổi khỏi cung.

## Tuẫn tiết qua đời
Năm Sùng Trinh thứ 17 (1644), tháng 3, phiến quân của Lý Tự Thành tiếp cận kinh thành.
Ngày 18 tháng 3 âm lịch, buổi thiết triều cuối cùng của Sùng Trinh Đế với các đại thần được diễn ra. Lý Tự Thành yêu cầu Sùng Trinh đầu hàng, nhưng ông từ chối. Ngày hôm sau, quân nổi loạn tấn công kinh thành. Sùng Trinh Đế ra lệnh cho các Hoàng tử lẩn trốn kẻ địch ở nhà người thân, và triệu tập hết những người còn lại của hoàng tộc.
Sùng Trinh gọi Chu hoàng hậu tới bảo bà rằng "Đại cục đã hỏng, nàng là mẫu nghi thiên hạ, theo lý phải tuẫn quốc". Chu hoàng hậu xúc động trả lời "Thiếp hầu hạ bệ hạ 18 năm, điều gì cũng tuân lệnh, nay chết cùng thiên tử xã tắc, có hận chi đâu!" Ngày 19 tháng 3 âm lịch, năm Sùng Trinh thứ 17, Chu hậu treo cổ chết tại Khôn Ninh cung (坤寧宮) của Tử Cấm Thành, hưởng dương 33 tuổi. Hai ngày sau, Sùng Trinh Đế cũng tự sát ở Cảnh Sơn. 
Thà chết vinh còn hơn sống nhục, Sùng Trinh cũng dùng kiếm sát hại Viên quý phi và các công chúa của mình, trong đó có Khôn Nghi công chúa và Trường Bình công chúa. May sao Viên quý phi trọng thương nhưng không chết, còn Trường Bình Công chúa chỉ bị chặt đứt một cánh tay, Công chúa giả chết đến khi vua cha rời khỏi thì cải trang thành Thái giám và trốn thoát. 
Thi thể Đế-Hậu bị quân Lý Tự Thành đem ra Đông Hoa phơi thị chúng. Ngày 4 tháng 4, châu lại châu Xương Bình là Triệu Nhất Quế (趙一桂) đem thi thể hai vợ chồng táng vào khuôn viên mộ của Điền Quý phi. Khi nhà Thanh tiến vào Bắc Kinh, đã cho an táng cả hai vợ chồng theo nghi thức hoàng đế, mệnh dân chúng để tang 3 ngày, dâng thụy cho Sùng Trinh Đế là Đoan hoàng đế, lăng gọi Tư lăng (思陵). Chu hoàng hậu được dâng thụy là Hiếu Kính Trinh Liệt Từ Huệ Trang Mẫn Thừa Thiên Phối Thánh Đoan hoàng hậu (孝敬貞烈慈恵荘敏承天配聖端皇后).
Thời Thuận Trị năm thứ 16, cải thụy cho Sùng Trinh Đế là Trang Liệt Mẫn hoàng đế, Hoàng hậu vì thế trở thành Trang Liệt Mẫn hoàng hậu (荘烈愍皇后).
Nhà Nam Minh dâng thụy hiệu cho bà là Hiếu Tiết Trinh Túc Uyên Cung Trang Nghị Phụng Thiên Tĩnh Thánh Liệt hoàng hậu (孝節貞粛淵恭荘毅奉天靖聖烈皇后).

## Hậu duệ
1. Chu Từ Lãng (朱慈烺) (1629 - 1644), Hoàng trưởng tử, năm 1630 phong Thái tử. Bị giết dưới triều Đại Thuận. Hoằng Quang đế truy phong Hiến Mẫn Thái tử (獻愍太子). Lỗ vương Chu Dĩ Hải truy thụy là Điệu hoàng đế (悼皇帝)[14].
2. Chu Từ Huyễn (朱慈烜) (1630 - 1630), chết non, truy phong Hoài Ẩn vương (懷隱王).
3. Chu Từ Quýnh (朱慈炯) (1632 - ?), mất dưới triều Đại Thuận, truy phong Định Ai vương (定哀王).
4. Khôn Nghi Công chúa (坤仪公主) (? - ?), mất sớm, có thể bị Sùng Trinh Đế giết.